# Szehotepibré
Szehotepibré Szeuszehtaui ókori egyiptomi fáraó volt, a XIII. dinasztia egyik uralkodója. Kim Ryholt és Darrell Baker szerint a dinasztia tizedik, Detlef Franke és Jürgen von Beckerath szerint ötödik királya.

## Helye a kronológiában
Pozíciója a dinasztia kronológiájában nem teljesen biztos. A XIX. dinasztia idejében összeállított torinói királylistán két király szerepel Szehotepibré néven, mindkettő a hetedik oszlopban, amely nagyrészt a XIII. dinasztia királyait listázza. Az első Szehotepibré a dinasztia negyedik, a másik a nyolcadik uralkodójaként szerepel. Így a torinói királylista alapján Szehotepibré Szeuszehtaui helye nem állapítható meg a kronológiában. Kim Ryholt és Darrell Baker szerint valójában a dinasztia 10. uralkodója, és i. e. 1783-tól 1781-ig uralkodott. Úgy vélik, az első Szehotepibré neve csak írnoki tévedés, Hotepibré Kemau Szahórnedzsheritef nevének félreolvasása, valamint a listán két király, Nerikaré és Ameni Kemau nem szerepel, így Szehotepibré Szeuszehtaui a nyolcadik uralkodónak tűnik, pedig a tizedik volt. Ezzel szemben Detlef Franke és Jürgen von Beckerath úgy vélik, Szehotepibré Szeuszehtaui azonos a királylistán említett első Szehotepibrével, így ő a dinasztia ötödik királya. Franke és von Beckerath a második Szehotepibrét azonosítják Hotepibré Kemau Szahórnedzsheriteffel.

## Említései
Szehotepibré neve sokáig csak a torinói királylistáról, valamint egyetlen lazúrkő pecséthengerről volt ismert. Az ismeretlen eredetű pecsétet egy kairói magángyűjtő vásárolta meg, ő adta el 1926-ban a Metropolitan Művészeti Múzeumnak, ahol jelenleg is ki van állítva. A pecsétet, melyen Szehotepibré neve szerepel, Hathornak, Büblosz úrnőjének ajánlották, és szerepel rajta Büblosz egyik kormányzója, Jakin-Ilu ékírásos neve is. William F. Albright régész szerint Jakin-Ilu esetleg azonos lehet azzal a Jakin nevű kormányzóval, akit egy bübloszi sztélé említ, és amelyen fiát, Jantinut is ábrázolják egy trónon, I. Noferhotep kártusai előtt. Amennyiben ez a feltételezés igaz, Szehotepibrét egy nemzedék választja el I. Noferhoteptől.
Szehotepibré legfőbb korabeli említése egy sztélé, melyet Gebel el-Zeitnél, a Vörös-tenger közelében lévő galenitbányáknál találtak és 1980-ban publikáltak. A sztélén Szehotepibré neve a Szeuszehtaui Hórusz-névvel együtt szerepel. Emellett az el-Listi északi piramiskörzetnél előkerült két szkarabeuszon is szerepel Szehotepibré neve, de kártus és királyi címek nélkül. Egy ezekkel gyakorlatilag teljesen megegyező szkarabeusz került elő Tell al-Adzsúlból középső bronzkori kontextusban (azaz az egyiptomi második átmeneti kor idejéből, amikor a XIII. dinasztia is uralkodott). Nem biztos, hogy a szkarabeuszok is erre az uralkodóra utalnak.

## Név, titulatúra
A fáraók titulatúrájának magyarázatát és történetét lásd az Ötelemű titulatúra szócikkben.
| G5 |

| G5 |

| s | w | s | x · W10 | tA · tA |

| s | w | s | x · W10 | tA · tA |

| s | w | s | x · W10 | tA · tA |

| s | w | s | x · W10 | tA · tA |

| G5 |

| G5 |

| s | w | s | x · W10 | tA · tA |

| s | w | s | x · W10 | tA · tA |

| s | w | s | x · W10 | tA · tA |

| s | w | s | x · W10 | tA · tA |

| M23 | L2 |

| M23 | L2 |

| ra | s | Htp · t · p | ib |

| ra | s | Htp · t · p | ib |

| ra | s | Htp · t · p | ib |

| ra | s | Htp · t · p | ib |

| ra | s | Htp · t · p | ib |

| ra | s | Htp · t · p | ib |

| ra | s | Htp · t · p | ib |

| ra | s | Htp · t · p | ib |

| M23 | L2 |

| M23 | L2 |

| ra | s | Htp · t · p | ib |

| ra | s | Htp · t · p | ib |

| ra | s | Htp · t · p | ib |

| ra | s | Htp · t · p | ib |

| ra | s | Htp · t · p | ib |

| ra | s | Htp · t · p | ib |

| ra | s | Htp · t · p | ib |

| ra | s | Htp · t · p | ib |

## Fordítás
- Ez a szócikk részben vagy egészben  a   Sehetepibre című angol Wikipédia-szócikk ezen változatának fordításán alapul.  Az eredeti cikk szerkesztőit annak laptörténete sorolja fel. Ez a jelzés csupán a megfogalmazás eredetét és a szerzői jogokat jelzi, nem szolgál a cikkben szereplő információk forrásmegjelöléseként.